# 东街街道 (张掖市)
东街街道，是中华人民共和国甘肃省张掖市甘州区下辖的一个乡镇级行政单位。

## 行政区划
东街街道下辖以下地区：
交通巷社区、甘泉巷社区、长沙门社区和金安苑社区。